# Игуен
Игуен е персонаж в книгите от поредицата на „Warcraft“. Тя има очи зелени като „пролетна гора“ и в младите и години е била с руса коса. Също така тя се бие и унищожава аватара на демона „Саргерас“ но той се преселва в нея, по-късно и в детето и „Медив“. Игуен е „Пазителка“, получила е тази титла още на млади години когато е била избрана от съвета на „Тирисфал“ сред още трима нейни другари. Тя сама повела битка с демоните и избила доста от тях, но „Пламтящият Легион“ е несметно голям. По-късно Игуен се среща в „World of the Warcraft: Cycle of Hatred – Кръгът на Омразата“ където вече е значително по-стара и в края на книгата заема нова длъжност като шамбелан на лейди Праудмуър.